# LaserWriter II NTX-J
LaserWriter II NTX-J（レーザーライター・エヌティーエックス・ジェイ）は、アップルコンピュータがかつて販売していたモノクロレーザープリンターである。

## 概要
米国で発売されていたLaserWriter II NTXを改良し、1989年1月に当時のアップルコンピュータ株式会社から世界初の日本語PostScriptに対応するハイエンドのページプリンターとして発売された。CPUに15.6672MHzの
MC68020、プリンター・エンジンにはCanon製が採用された。SCSI接続の外付け40MBのハードディスクが添付され、日本語フォントとして細明朝、中ゴシック（リュウミンL-KL、中ゴシックBBB）を搭載し、Apple純正としてMacintoshに標準でドライバが添付されていた。解像度は発売当時としては非常に高い300dpiであり、LocalTalkが全盛の時代には日本でのDTPの現場で良く用いられていた。またWindowsのドライバも用意されていた。